# Eva
Theo Kinh Cựu Ước của Do Thái giáo và Ki-tô giáo, Eva là người nữ đầu tiên được Thiên Chúa dựng nên từ một chiếc xương sườn số 7 bên trái của Adam. Bà được Adam gọi là 'bà mẹ của chúng sinh'. Do nghe lời của con rắn, bà đã ăn trái cấm nơi vườn địa đàng (vườn Eđen), sau đó cũng đã đưa cho Adam ăn theo, gây nên tội tổ tông cho loài người. Eva có con là Cain, Abel, Seth,... Truyền thống Kitô giáo sơ khởi gọi Đức Mẹ Maria là "Eva mới".

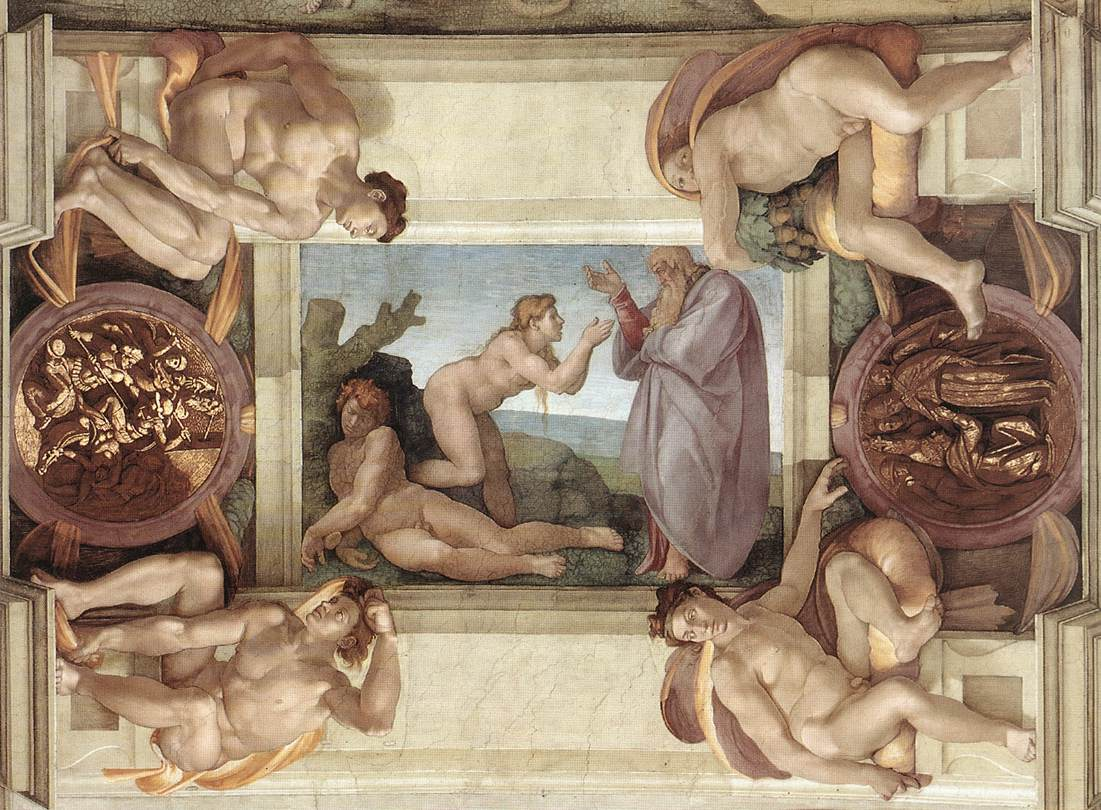
Tranh của Michelangelo: Việc tạo ra Eva, một bức tranh tường trên trần nhà nguyện Sistine, cho thấy Thiên Chúa tạo ra Eva từ cạnh sườn của Adam. Đây là một trong những miêu tả nổi tiếng nhất của việc tạo ra Eva trong nghệ thuật phương Tây.

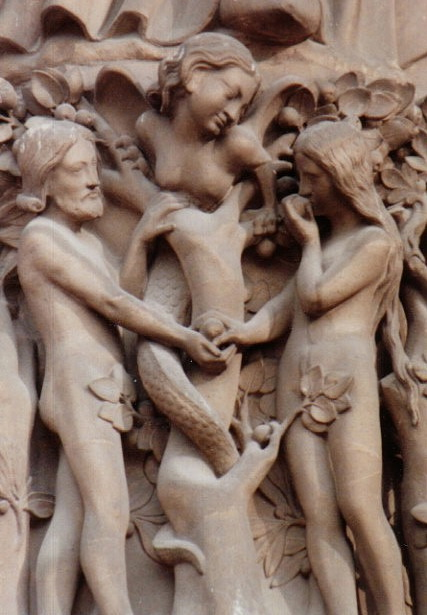
Adam, Eva, và con rắn cái ở lối vào Nhà thờ Đức Bà ở Paris, Pháp.

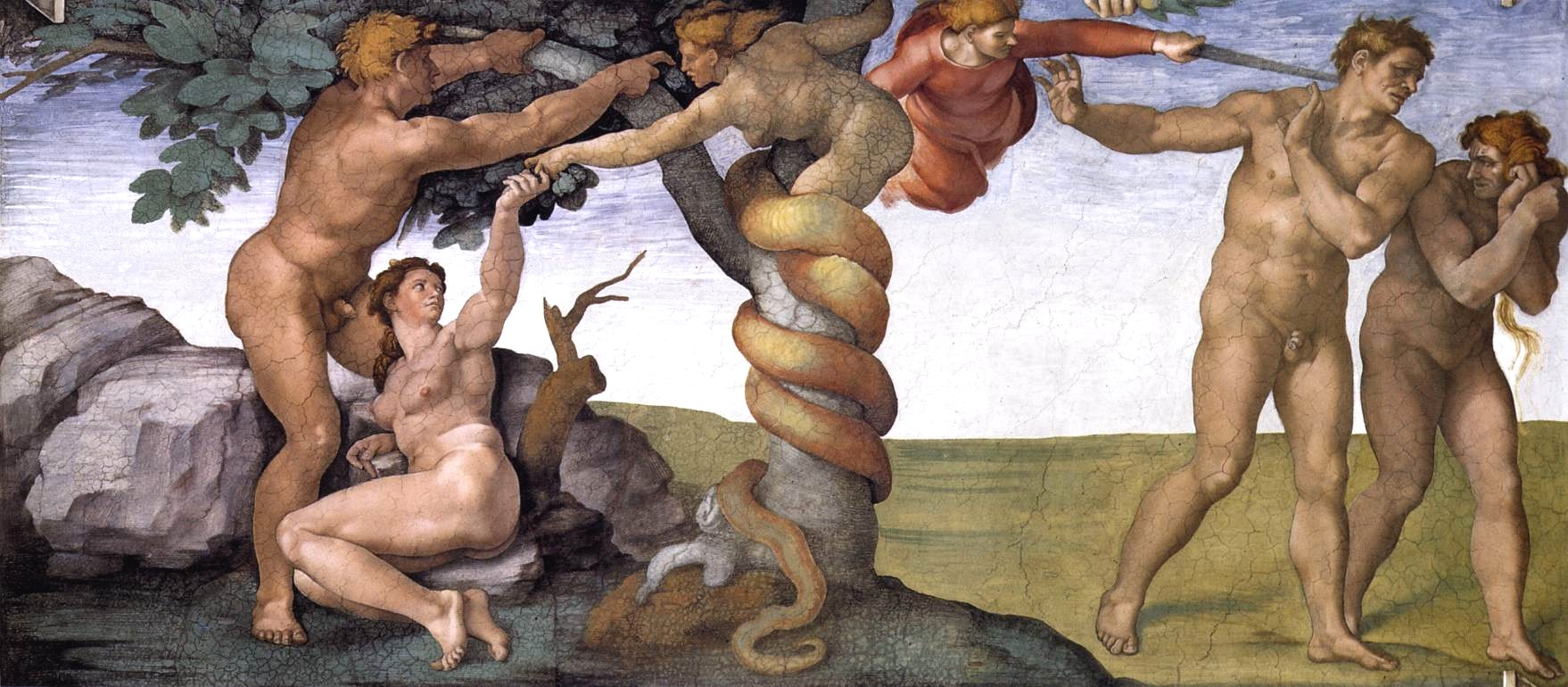
Ăn trái cấm và bị đuổi khỏi vườn địa đàng